# Liefste mijn liefste
"Liefste mijn liefste" is een nummer van de Nederlandse artiest Robert Long. Het nummer werd uitgebracht als de eerste track op zijn eerste solo-album Vroeger of later uit 1974.

## Achtergrond
"Liefste mijn liefste" is geschreven door Long en geproduceerd door John Möring. In het nummer zingt Long over zijn geloof in promiscuïteit en rekent hij af met de moralen van de gewone burger. Hij vertelt aan zijn geliefde dat hij nog steeds van diegene houdt, hoewel hij nog steeds met anderen het bed deelt.
"Liefste mijn liefste" is afkomstig van het album Vroeger of later, dat vanwege de inhoud werd geboycot door omroepen als de EO, NCRV, TROS, AVRO en de KRO. Op het nummer spelen de volgende muzikanten mee:
- Hans Hollestelle: gitaar
- Arie Jongman: fluit
- Louis de Lussanet: drums
- Peter Nieuwerf: gitaar
- Frank Noya: basgitaar
- Coen van Orsouw: accordeon
- Dick Vennik: altfluit
- Erik van der Wurff: piano

Alhoewel "Liefste mijn liefste" nooit als single werd uitgebracht, bleek het wel een populair nummer. Zo stond het in Nederland tot 2015 regelmatig in de Radio 2 Top 2000. In 1985 werd de titel gebruikt voor een compilatiealbum van Long. In 2014 werd het nummer opgenomen door Paul de Leeuw op zijn album De Leeuw zingt Long, bestaande uit enkel covers van Long.

## NPO Radio 2 Top 2000
| Nummer met noteringen in de NPO Radio 2 Top 2000 | '04  | '05 | '06  | '07 | '08  | '09 | '10  | '11  | '12  | '13  | '14  | '15  |
| ------------------------------------------------ | ---- | --- | ---- | --- | ---- | --- | ---- | ---- | ---- | ---- | ---- | ---- |
| Liefste mijn liefste                             | 1280 | -   | 1233 | 862 | 1530 | 873 | 1137 | 1092 | 1667 | 1616 | 1311 | 1732 |

1. ↑  Een '-' betekent dat het nummer niet was genoteerd en een vetgedrukt getal geeft de hoogste notering aan.
2. ↑  2004 was het eerste jaar met een notering voor dit nummer.
3. ↑  Deze tabel is bijgewerkt tot en met de laatste editie (2024).